# Населення Фінляндії
Населення Фінляндії. Чисельність населення країни 2015 року становила 5,476 млн осіб (117-те місце у світі). Чисельність фінів стабілізувалась і незначно збільшується, народжуваність 2015 року становила 10,72 ‰ (183-тє місце у світі), смертність — 9,83 ‰ (47-ме місце у світі), природний приріст — 0,4 % (165-те місце у світі) . 

## Природний рух
З середини 1960-х років зростання чисельності населення відбувалося дуже повільно через низьку народжуваність і значну еміграцію фінських робітників (переважно до Швеції). У післявоєнні роки народжуваність безупинно скорочувалася аж до 12,2 на 1 тис. осіб 1973, потім ситуація дещо покращилася, 1990 року цей показник збільшився до 13,1 на 1 тис. осіб, але 1997 року народжуваність знову знизилася до 11,5. Смертність у післявоєнний період коливалася від 9 до 10 на 1 тис. осіб. З 1970 по 1980 зростання населення в середньому становило 0,4 % на рік, а в наступне десятиріччя — 0,43 %, оскільки трохи зросла імміграція, а еміграція утримувалася на попередньому рівні.

### Відтворення
Народжуваність у Фінляндії, станом на 2015 рік, дорівнює 10,72 ‰ (183-тє місце у світі). Коефіцієнт потенційної народжуваності 2015 року становив 1,75 дитини на одну жінку (164-те місце у світі). Середній вік матері при народженні першої дитини становив 28,5 року (оцінка на 2012 рік).
Смертність у Фінляндії 2015 року становила 9,83 ‰ (47-ме місце у світі).
Природний приріст населення в країні 2015 року становив 0,4 % (165-те місце у світі).

### Вікова структура

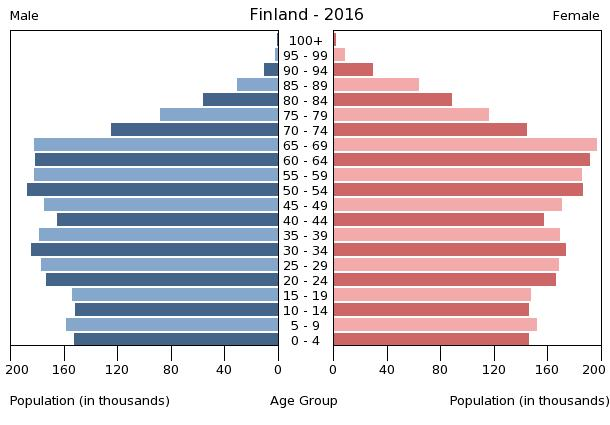
Віково-статева піраміда населення Фінляндії, 2015 рік

Середній вік населення Фінляндії становить 42,4 року (22-ге місце у світі): для чоловіків — 40,8, для жінок — 44,3 року. Очікувана середня тривалість життя 2015 року становила 80,77 року (30-те місце у світі), для чоловіків — 77,82 року, для жінок — 83,86 року.
Вікова структура населення Фінляндії, станом на 2015 рік, мала такий вигляд:
- діти віком до 14 років — 16,41 % (459 560 чоловіків, 439 343 жінки);
- молодь віком 15—24 роки — 11,79 % (329 815 чоловіків, 316 130 жінок);
- дорослі віком 25—54 роки — 38,03 % (1 062 429 чоловіків, 1 020 216 жінок);
- особи передпохилого віку (55—64 роки) — 13,56 % (365 383 чоловіка, 377 390 жінок);
- особи похилого віку (65 років і старіші) — 20,21 % (477 024 чоловіка, 629 631 жінки)[1].

### Шлюбність— розлучуваність
Коефіцієнт шлюбності, тобто кількість шлюбів на 1 тис. осіб за календарний рік, дорівнює 5,6; коефіцієнт розлучуваності — 2,5; індекс розлучуваності, тобто відношення шлюбів до розлучень за календарний рік — 45 (дані за 2010 рік). Середній вік, коли чоловіки беруть перший шлюб, складає 32,9 року, жінки — 30,6 року, загалом — 31,8 року (дані за 2014 рік).

## Розселення

Густота населення по муніципалітетах

Густота населення країни 2015 року становила 18,1 особи/км² (199-те місце у світі). Більша частина населення країни мешкає на півдні й узбережжі Балтійського моря. Найбільшою густотою населення відрізняються узбережжя Фінської затоки, південно-західне узбережжя поблизу Турку і деякі райони, розташовані безпосередньо на північ і схід від Гельсінкі — навколо Тампере, Лахті та інших міст, що мають зв'язок по каналах і ріках з узбережжям. Новітні зрушення у розміщенні населення тісно пов'язані з промисловим розвитком внутрішніх районів. Багато центральних районів і майже вся Лапландія заселені спорадично

### Урбанізація
Фінляндія надзвичайно урбанізована країна. Рівень урбанізованості становить 84,2 % населення країни (станом на 2015 рік), темпи зростання частки міського населення — 0,5 % (оцінка тренду за 2010—2015 роки).
Головні міста держави: Гельсінкі (столиця) — 1,18 млн осіб (дані за 2015 рік). У більшості міст Фінляндії населення не перевищує 70 тис. осіб, за винятком Гельсінкі, Еспоо, Тампере, Вантаа, Турку, Оулу, Лахті, Куопіо, Порі, Ювяскюля, Котка, Лаппеенранта, Вааса і Йоенсуу. Багато міст оточені великими лісовими масивами. На півдні центральної Фінляндії міста Тампере, Лахті утворюють великий промисловий комплекс. Два найбільші міста Фінляндії — Гельсінкі і Турку — розташовані на морському узбережжі.

### Міграції

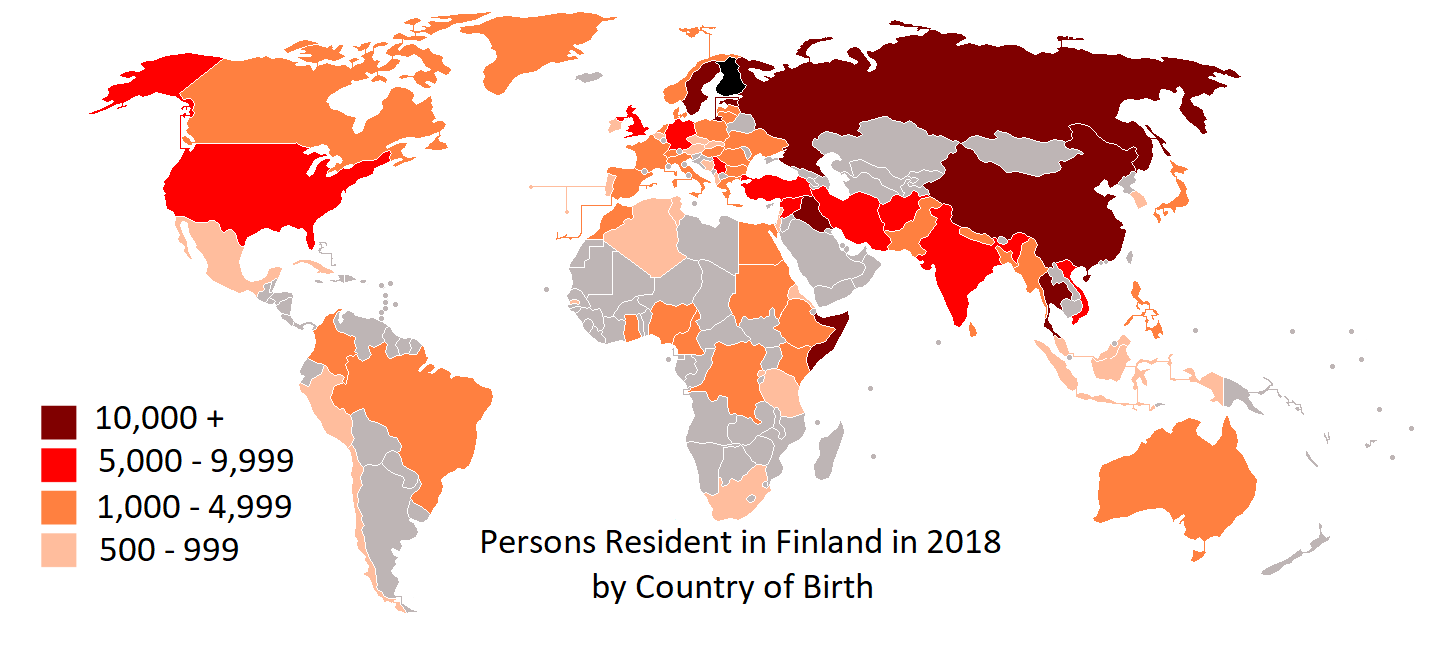
Країни походження іммігрантів

Річний рівень імміграції 2015 року становив 3,1 ‰ (38-ме місце у світі). Цей показник не враховує різниці між законними і незаконними мігрантами, між біженцями, трудовими мігрантами та іншими.

#### Біженці й вимушені переселенці
У країні перебуває 2,43 тис. осіб без громадянства.
Фінляндія є членом Міжнародної організації з міграції (IOM).

## Расово-етнічний склад
| Етнічний склад (2006 рік) | Етнічний склад (2006 рік) | Етнічний склад (2006 рік) | Етнічний склад (2006 рік) | Етнічний склад (2006 рік) |
| ------------------------- | ------------------------- | ------------------------- | ------------------------- | ------------------------- |
| Етнос:                    |                           |                           | Відсоток:                 |                           |
| фіни                      | фіни                      |                           | 93.4%                     | 93.4%                     |
| шведи                     | шведи                     |                           | 5.6%                      | 5.6%                      |
| росіяни                   | росіяни                   |                           | 0.5%                      | 0.5%                      |
| естонці                   | естонці                   |                           | 0.3%                      | 0.3%                      |
| роми                      | роми                      |                           | 0.1%                      | 0.1%                      |
| саами                     | саами                     |                           | 0.1%                      | 0.1%                      |

Головні етноси країни: фіни — 93,4 %, шведи — 5,6 %, росіяни — 0,5 %, естонці — 0,3 %, роми — 0,1 %, саами — 0,1 % населення (оціночні дані за 2006 рік).

### Фіни
Походження фінів як і раніше залишається предметом для дискусій. Класична теорія стверджує, що фіни мігрували з Уралу на територію нинішньої Фінляндії близько 2000 років тому, але сучасні теорії доводять, що фінський народ став таким, яким він є зараз, у результаті численних хвиль імміграції зі сходу, півдня і заходу.

### Шведи
Шведомовна меншина Фінляндії веде свою історію від поселенців, що прибули з християнськими місіонерами і хрестоносцями на початку середньовіччя. Вони говорять на діалекті «finlandssvenska», який дуже відрізняється від шведської мови, якою розмовляють у Швеції. Під час Другої Світової війни було досягнуто згоди, що фіно- і шведомовні жителі Фінляндії належать до єдиного народу. 1997 року тільки 5,8 % населення країни вважали своєю рідною мовою шведську. Автономні Аландські острови, з населенням приблизно 25 тис. жителів є винятком, єдиною офіційною мовою там є шведська. Аландські острови є демілітаризованою зоною з власним прапором і власним законодавством.

### Саами
Корінне населення Фінляндії — саами, найпівнічніший народ Європи, єдиний на континенті, що ніколи не міняв місця свого проживання. За тисячі років саами створили багату унікальну культуру, основними відмінними рисами якої є яскраві національні костюми, тісний зв'язок способу життя з оленярством і нерозривність з природою. Свій містичний відбиток накладає на життя саамів і шаманізм, що зберігся з давніх часів. Традиції тих, що передаються з вуст у вуста саамських оповідей збереглися як у формі усного епосу, так і у формі народних пісень «йок» — монотонного співу, дуже схожого на альпійський «йодль».

### Цигани
Цигани, що прибули у Фінляндію наприкінці XVI століття, тривалий час зазнавали утиску національною більшістю, але в останні роки ситуація значно покращилася. На відміну від загальної ситуації в Скандинавії, цигани у Фінляндії не зберегли свою мову, а прийняли фінську як рідну. З іншого боку, вони зберегли свій національний одяг.

## Мови
| Мови Фінляндії (2014 рік) | Мови Фінляндії (2014 рік) | Мови Фінляндії (2014 рік) | Мови Фінляндії (2014 рік) | Мови Фінляндії (2014 рік) |
| ------------------------- | ------------------------- | ------------------------- | ------------------------- | ------------------------- |
| Мова:                     |                           |                           | Відсоток:                 |                           |
| фінська                   | фінська                   |                           | 89%                       | 89%                       |
| шведська                  | шведська                  |                           | 5.3%                      | 5.3%                      |
| російська                 | російська                 |                           | 1.3%                      | 1.3%                      |
| інші                      | інші                      |                           | 4.4%                      | 4.4%                      |

Офіційні мови: фінська і шведська, ними розмовляють 89 % і 5,3 % населення, відповідно. У побуті широко представлені також російська — 1,3 % та інші мови — 4,4 % (оцінка 2014 року). Фінляндія, як член Ради Європи, 5 листопада 1992 року підписала і ратифікувала 9 листопада 1994 року Європейську хартію регіональних мов (вступила в дію 1 березня 1998 року). Регіональними мовами визнані: карельська, саамська, шведська.
До моменту відділення Фінляндії від Росії мовна битва була практично виграна прихильниками фінської мови, але багато представників шведомовної меншини були в той час членами уряду та іншими державними діячами. Незалежна Фінляндія офіційно стала двомовною, Аландські острови є винятком, єдиною офіційною мовою там є шведська.

## Релігії
| Релігії в Фінляндії (2009 рік) | Релігії в Фінляндії (2009 рік) | Релігії в Фінляндії (2009 рік) | Релігії в Фінляндії (2009 рік) | Релігії в Фінляндії (2009 рік) |
| ------------------------------ | ------------------------------ | ------------------------------ | ------------------------------ | ------------------------------ |
| Віросповідання:                |                                |                                | Відсоток:                      |                                |
| лютерани                       | лютерани                       |                                | 73.8%                          | 73.8%                          |
| православні                    | православні                    |                                | 1.1%                           | 1.1%                           |
| інші, атеїсти                  | інші, атеїсти                  |                                | 25.1%                          | 25.1%                          |

Головні релігії й вірування, які сповідує, і конфесії та церковні організації, до яких відносить себе населення країни: лютеранство — 73,8 %, православ'я — 1,1 %, інші релігії та атеїсти — 25,1 % (станом на 2014 рік). Фінська євангелічно-лютеранська церква має статус державної, до неї належать майже 87 % жителів країни, здебільшого номінально. 1993 року прибічники інших конфесій становили 2 % населення, серед них приблизно половина, включно з більшістю саамів, — православні. Православна церква також визнана державною і одержує державні субсидії. У країні є невеликі громади Свідки Єгови, Фінської вільної церкви й Адвентистів сьомого дня. 10 % населення важко було відповісти на запитання про свою релігійну приналежність.

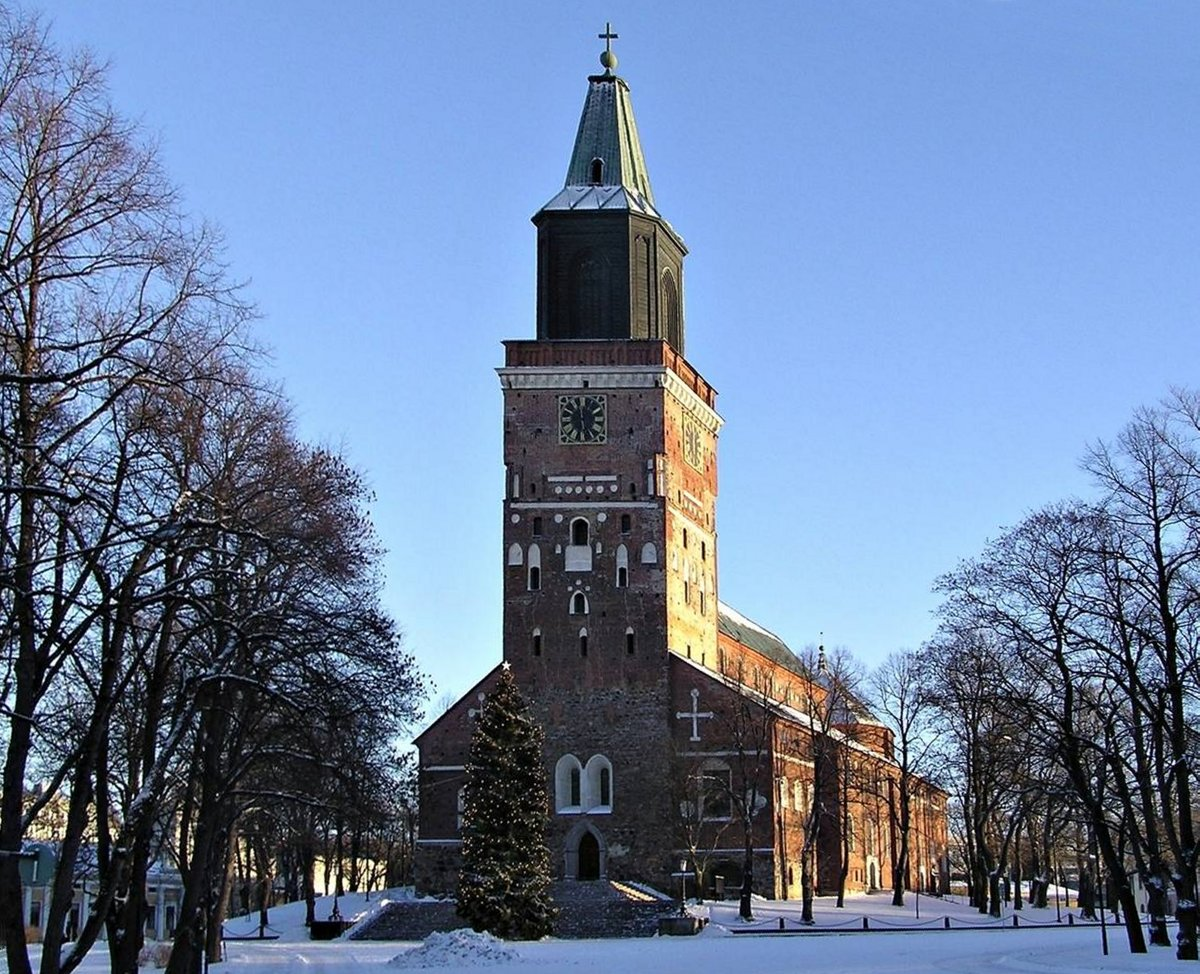
Кафедральний собор Турку
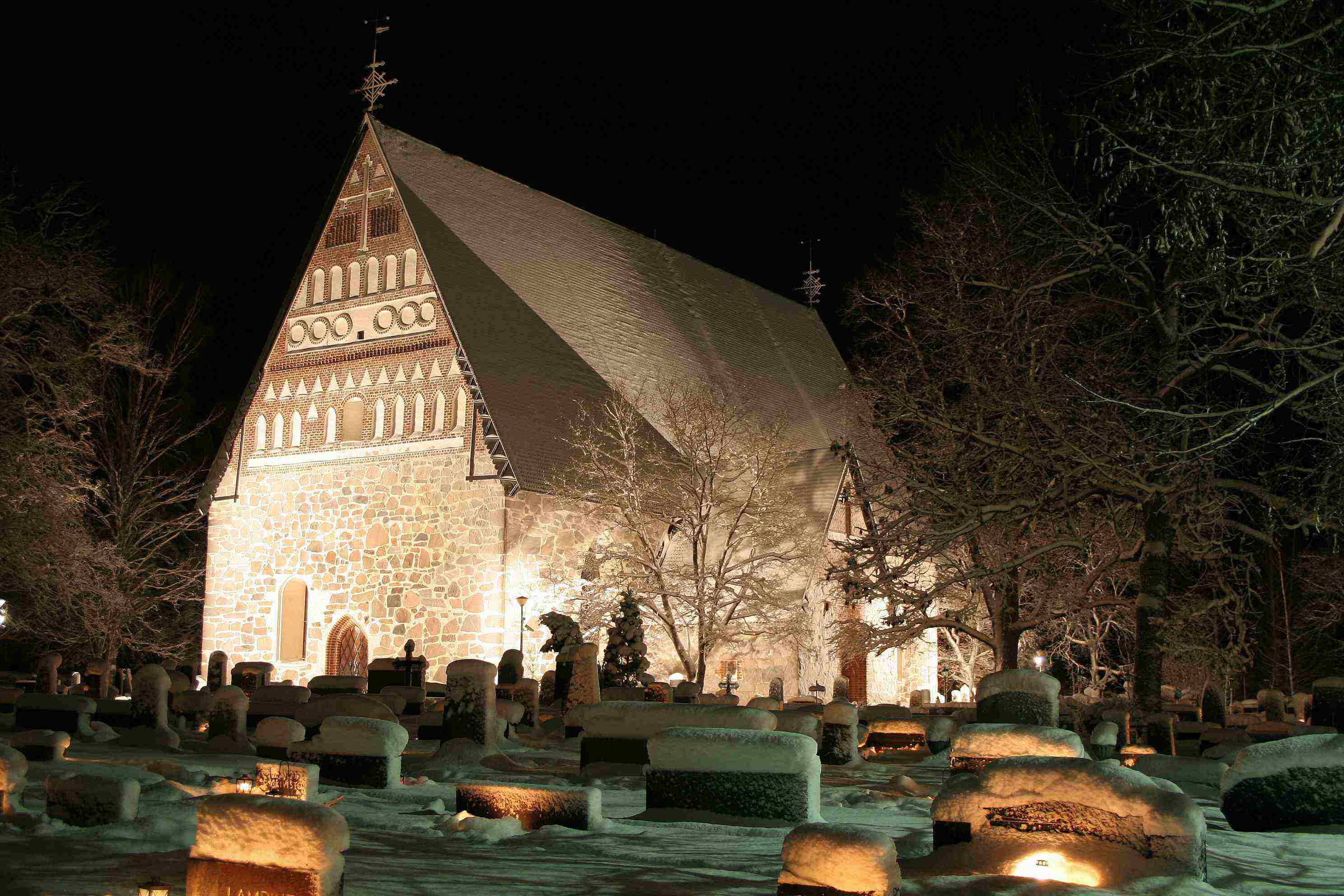
Церква в Холлолі
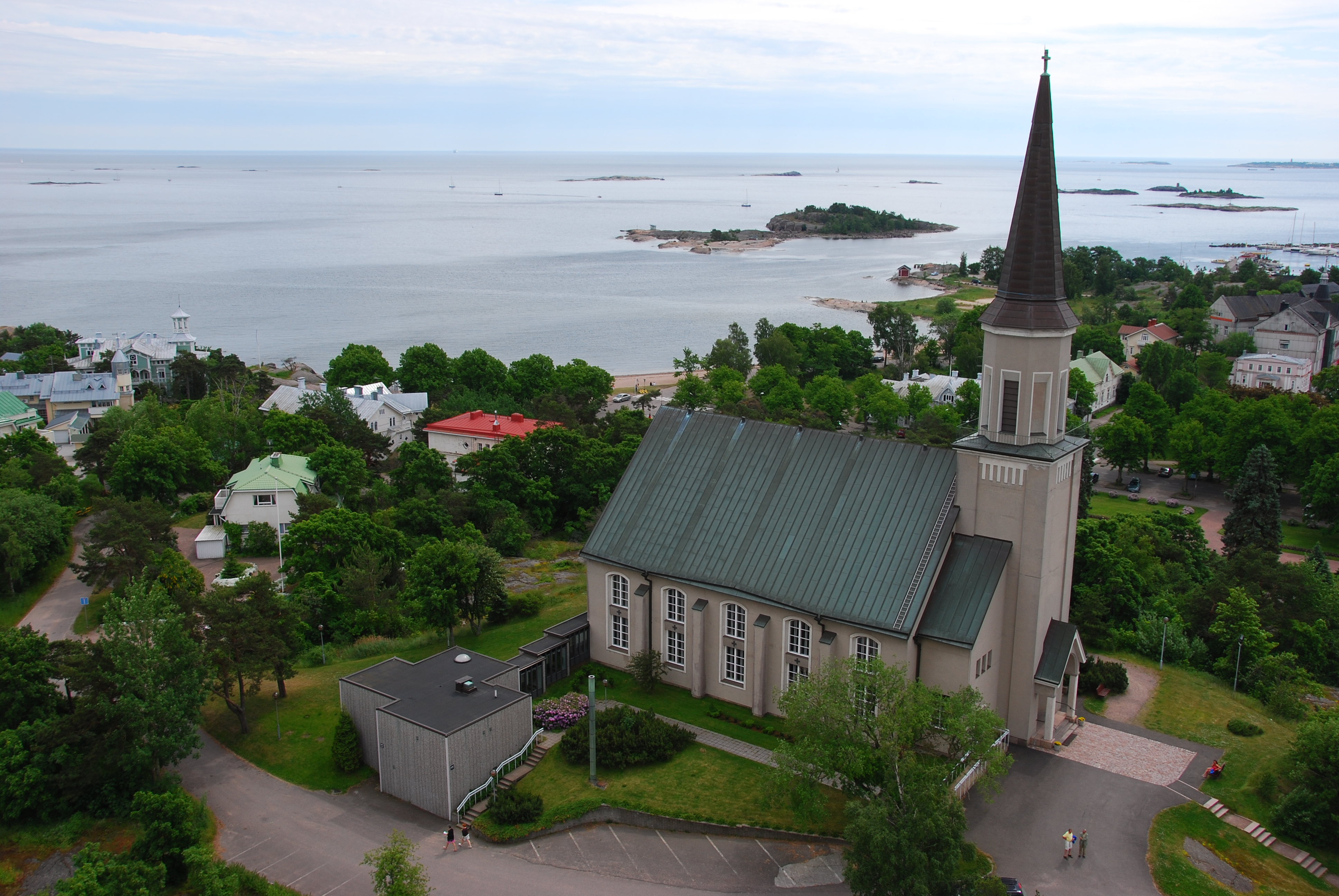
Церква в Ханко

## Освіта
Рівень письменності 2015 року становив 99 % дорослого населення (віком від 15 років): 99 % — серед чоловіків, 99 % — серед жінок.
Державні витрати на освіту становлять 7,2 % ВВП країни, станом на 2013 рік (27-ме місце у світі). Середня тривалість освіти становить 19 років, для хлопців — до 18 років, для дівчат — до 20 років (станом на 2014 рік).

## Охорона здоров'я
Забезпеченість лікарями в країні на рівні 2,91 лікаря на 1000 мешканців (станом на 2009 рік). ; забезпеченість лікарняними ліжками в стаціонарах — 5,5 ліжка на 1000 мешканців (станом на 2011 рік). Загальні витрати на охорону здоров'я 2014 року становили 9,7 % ВВП країни (39-те місце у світі).
Смертність немовлят до 1 року, станом на 2015 рік, становила 2,52 ‰ (218-те місце у світі); хлопчиків — 2,65 ‰, дівчаток — 2,39 ‰. Рівень материнської смертності 2015 року становив 3 випадків на 100 тис. народжень (129-те місце у світі).
Фінляндія входить до складу ряду міжнародних організацій: Міжнародного руху (ICRM) і Міжнародної федерації товариств Червоного Хреста і Червоного Півмісяця (IFRCS), Дитячого фонду ООН (UNISEF), Всесвітньої організації охорони здоров'я (WHO).

### Захворювання
Кількість хворих на СНІД невідома, дані про відсоток інфікованого населення в репродуктивному віці 15—49 років відсутні. Дані про кількість смертей від цієї хвороби за 2014 рік відсутні.
Частка дорослого населення з високим індексом маси тіла 2014 року становила 22,8 % (77-ме місце у світі).

### Наркотики

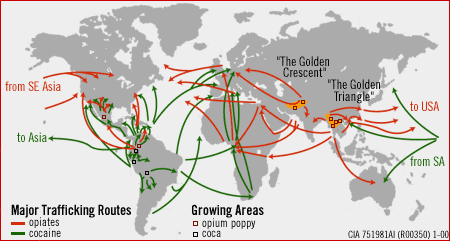
Світові маршрути наркотрафіку

### Санітарія
Доступ до облаштованих джерел питної води 2015 року мало 100 % населення в містах і 100 % в сільській місцевості; загалом 100 % населення країни. Відсоток забезпеченості населення доступом до облаштованого водовідведення (каналізація, септик): в містах — 99,4 %, в сільській місцевості — 88 %, загалом по країні — 97,6 % (станом на 2015 рік). Споживання прісної води, станом на 2005 рік, дорівнює 1,63 км³ на рік, або 308,9 тонни на одного мешканця на рік: з яких 25 % припадає на побутові, 72 % — на промислові, 3 % — на сільськогосподарські потреби.

## Соціально-економічне становище
Співвідношення осіб, що в економічному плані залежать від інших, до осіб працездатного віку (15—64 роки) загалом становить 58,3 % (станом на 2015 рік): частка дітей — 25,9 %; частка осіб похилого віку — 32,4 %, або 3,1 потенційно працездатного на 1 пенсіонера. Загалом дані показники характеризують рівень затребуваності державної допомоги в секторах освіти, охорони здоров'я і пенсійного забезпечення, відповідно. Дані про відсоток населення країни, що перебуває за межею бідності, відсутні. Розподіл доходів домогосподарств у країні має такий вигляд: нижній дециль — 3,6 %, верхній дециль — 24,7 % (станом на 2007 рік).
Станом на 2016 рік, уся країна була електрифікована, усе населення країни мало доступ до електромереж. Рівень проникнення інтернет-технологій надзвичайно високий. Станом на липень 2015 року в країні налічувалось 5,074 млн унікальних інтернет-користувачів (64-те місце у світі), що становило 92,6 % загальної кількості населення країни.

### Трудові ресурси
Загальні трудові ресурси 2015 року становили 2,673 млн осіб (110-те місце у світі). Зайнятість економічно активного населення у господарстві країни розподіляється таким чином: аграрне, лісове і рибне господарства — 4,4 %; промисловість і будівництво — 15,5 %; будівництво — 7,1 %; торгівля — 21,3 %; фінанси — 13,3 %; транспорт і зв'язок — 9,9 %; громадський сектор — 28,5 % (станом на 2011 рік). Безробіття 2015 року дорівнювало 9,4 % працездатного населення, 2014 року — 8,7 % (109-те місце у світі); , серед молоді у віці 15—24 років ця частка становила 20,5 %, серед юнаків — 22,8 %, серед дівчат — 18,4 % (65-те місце у світі).

## Кримінал

### Торгівля людьми
Згідно зі щорічною доповіддю про торгівлю людьми (англ. Trafficking in Persons Report) Управління з моніторингу та боротьби з торгівлею людьми Державного департаменту США, уряд Фінляндії докладає усіх можливих зусиль в боротьбі з явищем примусової праці, сексуальної експлуатації, незаконною торгівлею внутрішніми органами, законодавство відповідає усім вимогам американського закону 2000 року щодо захисту жертв (англ. Trafficking Victims Protection Act’s), держава знаходиться у списку першого рівня.

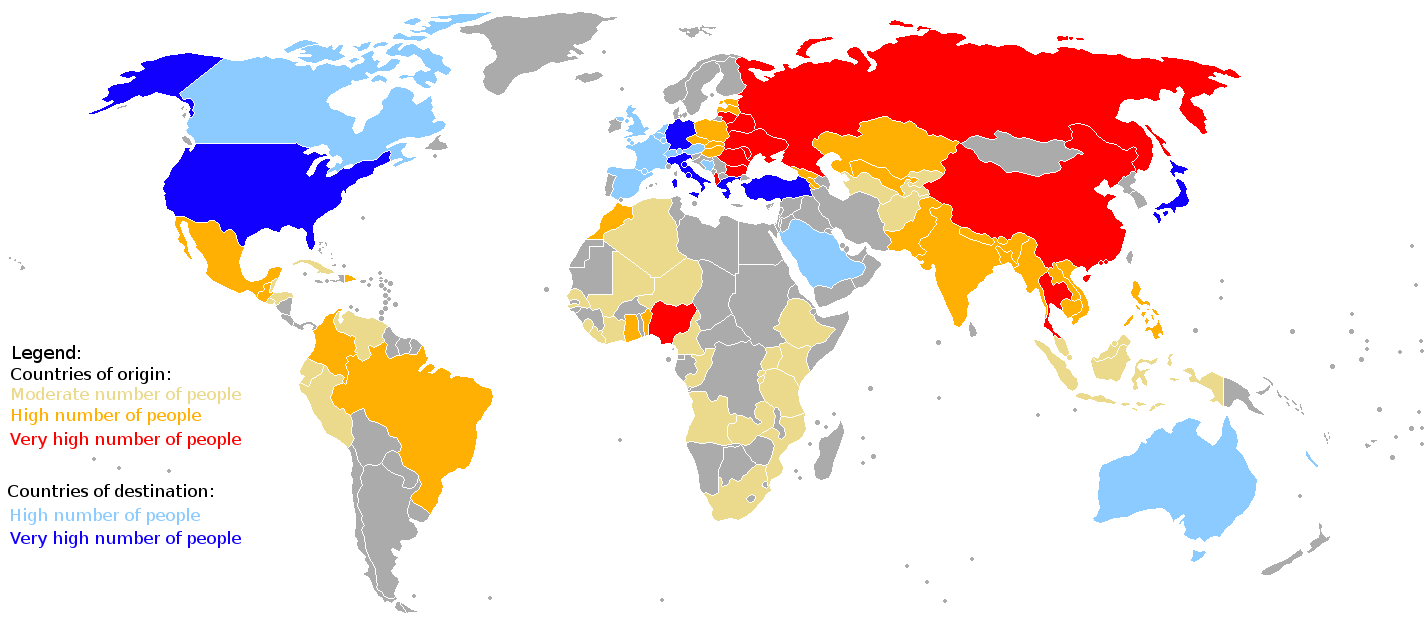
Країни-донори (червоний) і країни-реципієнти кримінальних потоків  (англ.)
Глобальна боротьба з торгівлею людьми (англ.)

## Статевий склад
Статеве співвідношення (оцінка 2015 року):
- при народженні — 1,05 особи чоловічої статі на 1 особу жіночої;
- у віці до 14 років — 1,05 особи чоловічої статі на 1 особу жіночої;
- у віці 15—24 років — 1,04 особи чоловічої статі на 1 особу жіночої;
- у віці 25—54 років — 1,04 особи чоловічої статі на 1 особу жіночої;
- у віці 55—64 років — 0,97 особи чоловічої статі на 1 особу жіночої;
- у віці за 64 роки — 0,76 особи чоловічої статі на 1 особу жіночої;
- загалом — 0,97 особи чоловічої статі на 1 особу жіночої[1].

## Демографічні дослідження
Демографічні дослідження в країні ведуться рядом державних і наукових установ:

### Українською
- Атлас. 10-11 клас. Економічна і соціальна географія світу / упорядники :  О. Я. Скуратович, Н. І. Чанцева. — К. : ДНВП «Картографія», 2010. — ISBN 978-966-475-639-3.
- Атлас світу / голов. ред. І. С. Руденко ; зав. ред. В. В. Радченко ; відп. ред. О. В. Вакуленко. — К. : ДНВП «Картографія», 2005. — 336 с. — ISBN 9666315467.
- Безуглий В. В. Економічна і соціальна географія зарубіжних країн : Навчальний посібник. — К. : ВЦ «Академія», 2007. — 704 с. — ISBN 978-966-580-239-6.
- Безуглий В. В., Козинець С. В. Регіональна економічна і соціальна географія світу : Навчальний посібник. — видання 2-ге, доп., перероб. — К. : ВЦ «Академія», 2007. — 688 с. — ISBN 966-580-144-9.
- Гудзеляк І. І. Географія населення: Навчальний посібник / І. Гудзеляк. — Л. : Видавничий центр ЛНУ імені Івана Франка, 2008. — 232 с. — ISBN 978-966-613-599-8.
- Дахно І. І. Країни світу: Енциклопедичний довідник / І. І. Дахно, С. М. Тимофієв. — К. : Мапа, 2011. — 606 с. — (Бібліотека нового українця) — ISBN 978-966-8804-23-6.
- Дахно І. І. Економічна географія зарубіжних країн : навчальний посібник. — К. : Центр учбової літератури, 2014. — 319 с. — ISBN 978-611-01-0682-5.
- Джаман В. О. Регіональні системи розселення: демографічні аспекти. — Чернівці : Рута, 2003. — 392 с. — ISBN 9665685988.
- Дорошенко Л. С. Демографія: Навчальний посібник. — К. : МАУП, 2005. — 112 с. — ISBN 966-608-442-2.
- Дубович І. А. Країнознавчий словник-довідник. — 5-те вид., перероб. і доп. — К. : Знання, 2008. — 839 с. — ISBN 978-966-346-330-8.
- Економічна і соціальна географія країн світу. Навчальний посібник / За ред. Кузика С. П. — Л. : Світ, 2002. — 672 с. — ISBN 966-603-178-7.
- Загальна медична географія світу / В. О. Шевченко [та ін.] — К. : [б.в.], 1998. — 178 с.
- Крисаченко В. С. Динаміка населення: Популяційні, етнічні та глобальні виміри. — К. : Видавництво Національного інституту стратегічних досліджень, 2005. — 368 с. — ISBN 966-554-083-1.
- Любіцева О. О., Мезенцев К. В., Павлов С. В. Географія релігій. — К. : АртЕК, 1999. — 504 с. — ISBN 966-505-006-0.
- Масляк П. О. Країнознавство. — К. : Знання, 2007. — 292 с. — (Вища освіта XXI століття)
- Масляк П. О., Дахно І. І. Економічна і соціальна географія світу / П. О. Масляк, І. І. Дахно ; за ред. П. О. Масляка. — К. : Вежа, 2003. — 280 с. — ISBN 966-7091-53-8.

### Російською
- (рос.) Финляндия // Демографический энциклопедический словарь / главн. ред. Валентей Д. И. — М. : Советская энциклопедия, 1985. — 608 с.
- (рос.) Финляндия // Страны и народы. Зарубежная Европа. Общий обзор. Северная Европа / Редкол. : В. П. Максаковский, С. А. Токарев (отв. ред.) и др. — М. : «Мысль», 1981. — 269 с. — (Страны и народы) — 180 тис. прим.
- (рос.) Атлас народов мира / Отв. ред. С. И. Брук и В. С. Апенченко. — М. : ГУГК ГГК СССР и Институт этнографии им. Н. Н. Миклухо-Маклая АН СССР, 1964. — 185 с. — 20 тис. прим.
- (рос.) Численность и расселение народов мира. Этнографические очерки / под ред. С. И. Брука. — М. : Издательство АН СССР, 1962. — 487 с.
- (рос.) Лаппо Г. М. География городов: Учебное пособие для географических факультетов вузов. — М. : Туманит, изд. центр ВЛАДОС, 1997. — 476 с. — ISBN 5-691-00047-0.
- (рос.) Урланис Б. Ц. Рост населения в Европе (опыт исчисления). — М. : ОГИЗ-Госполитиздат, 1941. — 436 с.
- (рос.) Ягельский А. География населения. — М. : Прогресс, 1980. — 383 с.